# Banque de Madagascar
 (février 2025).
Si vous disposez d'ouvrages ou d'articles de référence ou si vous connaissez des sites web de qualité traitant du thème abordé ici, merci de compléter l'article en donnant les références utiles à sa vérifiabilité et en les liant à la section « Notes et références ».
La Banque de Madagascar est une banque créée en 1925 et qui disposait du privilège d’émission de billet de monnaie dans la Colonie de Madagascar. À partir de 1939, elle a été missionnée, sous la houlette de la caisse centrale de la France d'outre-mer de la gestion du franc CFA dans l'océan Indien (Madagascar, Comores, La Réunion).
Les francs CFA n'auront cours qu'après 1945. En 1946, l'archipel des Comores obtenant le statut de Territoire des Comores, tandis que l'île de Madagascar reste sous celui de Colonie, la Banque devient la Banque de Madagascar et des Comores.  Elle est transformée en 1950 en établissement semi public et le territoire des Comores et la Colonie de Madagascar en sont les principaux actionnaires.

## À Madagascar
À partir de mai 1962, à la suite de l'indépendance malgache, est créé l'institut d'émission malgache un organisme qui assure la gestion du nouveau franc malgache qui prend cours le 1er juillet 1963. Les premiers billets étant émis en 1964. La banque devient la Banque centrale de Madagascar en 1973.

### Banque commerciale
La loi du 26 décembre 1925 dispose que la Banque de Madagascar soit également une banque de dépôt ouverte aux particuliers. L'annexe II de ladite loi prévoit qu'une convention avec la Banque de Paris et des Pays-Bas est prévue pour la gestion de la banque commerciale.
À la suite de la montée du régime socialiste, celle-ci disparaît définitivement en fusionnant avec la Banque Financière et Commerciale Malgache Mandroso pour former la Banky Fampandrosoana ny Varotra. 

## Aux Comores
La Banque stoppe le service de l'émission monétaire au 21 décembre 1973, à la suite du référendum ayant vu le parti des indépendantistes remporter les élections. Le 31 décembre 1974, l'Institut d'émission des Comores est créé en tant qu'agence autonome de la Banque de France. La Banque centrale des Comores est créée en 1980.